# Декстер (Міннесота)
Декстер (англ. Dexter) — місто (англ. city) в США, в окрузі Мовер штату Міннесота. Населення — 324 особи (2020).

## Географія
Декстер розташований за координатами 43°43′11″ пн. ш. 92°42′10″ зх. д. / 43.71972° пн. ш. 92.70278° зх. д. (43.719860, -92.702739).  За даними Бюро перепису населення США в 2010 році місто мало площу 3,89 км², уся площа — суходіл.

## Демографія
Згідно з переписом 2010 року, у місті мешкала 341 особа в 144 домогосподарствах у складі 100 родин. Густота населення становила 88 осіб/км².  Було 151 помешкання (39/км²).
Расовий склад населення:
| - 95,9 % — білих - 0,9 % — корінних американців - 0,6 % — чорних або афроамериканців - 0,3 % — азіатів |

До двох чи більше рас належало 2,1 %. Частка іспаномовних становила 1,8 % від усіх жителів.
За віковим діапазоном населення розподілялося таким чином: 21,4 % — особи молодші 18 років, 62,8 % — особи у віці 18—64 років, 15,8 % — особи у віці 65 років та старші. Медіана віку мешканця становила 41,2 року. На 100 осіб жіночої статі у місті припадало 100,6 чоловіків;  на 100 жінок у віці від 18 років та старших — 98,5 чоловіків також старших 18 років.
Середній дохід на одне домашнє господарство  становив 53 289 доларів США (медіана — 44 000), а середній дохід на одну сім'ю — 68 075 доларів (медіана — 67 500). Медіана доходів становила 43 889 доларів для чоловіків та 35 625 доларів для жінок. За межею бідності перебувало 15,0 % осіб, у тому числі 34,0 % дітей у віці до 18 років та 9,3 % осіб у віці 65 років та старших.
Цивільне працевлаштоване населення становило 166 осіб. Основні галузі зайнятості: освіта, охорона здоров'я та соціальна допомога — 25,3 %, роздрібна торгівля — 17,5 %, виробництво — 15,1 %.